# .pe
.pe је највиши Интернет домен државних кодова (ccTLD) за Перу.